# Rémering
Pour l’article homonyme, voir Rémering-lès-Puttelange.
Rémering est une commune française située dans le département de la Moselle et le bassin de vie de la Moselle-Est, en région Grand Est.

## Géographie

### Communes proches
|          | Villing  |                                          |
| Tromborn | Rémering | Berviller-en-Moselle, Berus ( Allemagne) |
| Dalem    |          | Merten                                   |

### Hydrographie

#### Réseau hydrographique
La commune est située dans le bassin versant du Rhin au sein du bassin Rhin-Meuse. Elle est drainée par le ruisseau le Raubach.

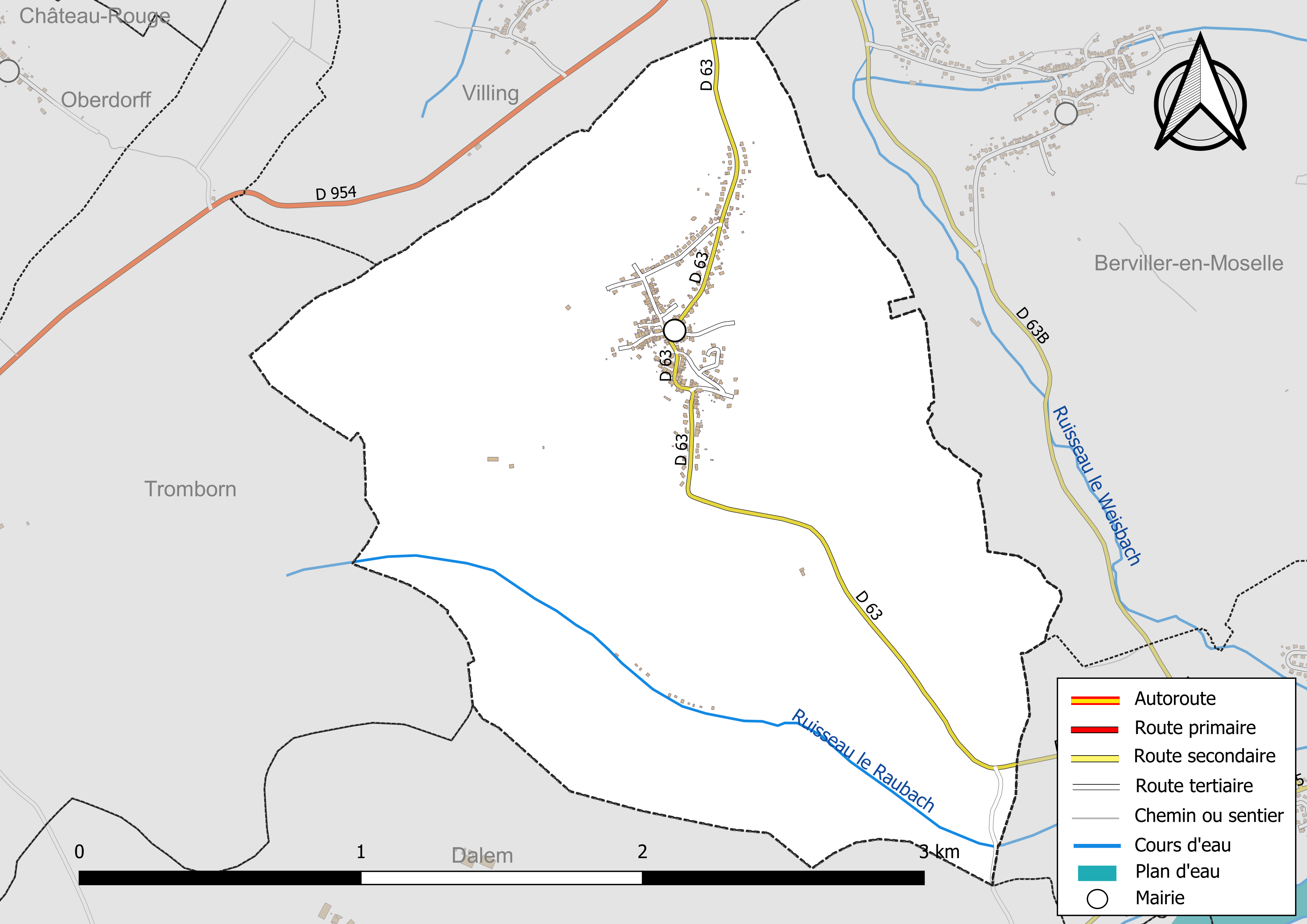
Réseaux hydrographique et routier de Rémering.

#### Gestion et qualité des eaux
Le territoire communal est couvert par le schéma d'aménagement et de gestion des eaux (SAGE) « Bassin Houiller ». Ce document de planification, dont le territoire est approximativement délimité par un triangle formé par les villes de Creutzwald, Faulquemont et Forbach, d'une superficie de 576 km2, a été approuvé le 27 octobre 2017. La structure porteuse de l'élaboration et de la mise en œuvre est la région Grand Est. Il définit sur son territoire les objectifs généraux d’utilisation, de mise en valeur et de protection quantitative et qualitative des ressources en eau superficielle et souterraine, en respect des objectifs de qualité définis dans le SDAGE  du Bassin Rhin-Meuse.

### Climat
Pour des articles plus généraux, voir Climat du Grand Est et Climat de la Moselle.
En 2010, le climat de la commune est de type climat des marges montargnardes, selon une étude du Centre national de la recherche scientifique s'appuyant sur une série de données couvrant la période 1971-2000. En 2020, Météo-France publie une typologie des climats de la France métropolitaine dans laquelle la commune est exposée à un climat semi-continental et est dans la région climatique  Lorraine, plateau de Langres, Morvan, caractérisée par un hiver rude (1,5 °C), des vents modérés et des brouillards fréquents en automne et hiver. 
Pour la période 1971-2000, la température annuelle moyenne est de 9,6 °C, avec une amplitude thermique annuelle de 17,1 °C. Le cumul annuel moyen de précipitations est de 821 mm, avec 12,4 jours de précipitations en janvier et 9,3 jours en juillet. Pour la période 1991-2020, la température moyenne annuelle observée sur la station météorologique de Météo-France la plus proche, « Seingbouse », sur la commune de Seingbouse à 22 km à vol d'oiseau, est de 10,5 °C et le cumul annuel moyen de précipitations est de 731,4 mm. 
La température maximale relevée sur cette station est de 37,9 °C, atteinte le 25 juillet 2019 ; la température minimale est de −17 °C, atteinte le 20 décembre 2009,,. 
Les paramètres climatiques de la commune ont été estimés pour le milieu du siècle (2041-2070) selon différents scénarios d'émission de gaz à effet de serre à partir des nouvelles projections climatiques de référence DRIAS-2020. Ils sont consultables sur un site dédié publié par Météo-France en novembre 2022.

## Urbanisme

### Typologie
Au 1er janvier 2024, Rémering est catégorisée commune rurale à habitat dispersé, selon la nouvelle grille communale de densité à sept niveaux définie par l'Insee en 2022.
Elle est située hors unité urbaine. Par ailleurs la commune fait partie de l'aire d'attraction de Creutzwald, dont elle est une commune de la couronne,. Cette aire, qui regroupe 8 communes, est catégorisée dans les aires de moins de 50 000 habitants,.

### Occupation des sols
L'occupation des sols de la commune, telle qu'elle ressort de la base de données européenne d’occupation biophysique des sols Corine Land Cover (CLC), est marquée par l'importance des territoires agricoles (58,9 % en 2018), une proportion sensiblement équivalente à celle de 1990 (59,2 %). La répartition détaillée en 2018 est la suivante : 
terres arables (44,3 %), forêts (33,9 %), zones agricoles hétérogènes (14,6 %), zones urbanisées (7,2 %). L'évolution de l’occupation des sols de la commune et de ses infrastructures peut être observée sur les différentes représentations cartographiques du territoire : la carte de Cassini (XVIIIe siècle), la carte d'état-major (1820-1866) et les cartes ou photos aériennes de l'IGN pour la période actuelle (1950 à aujourd'hui).

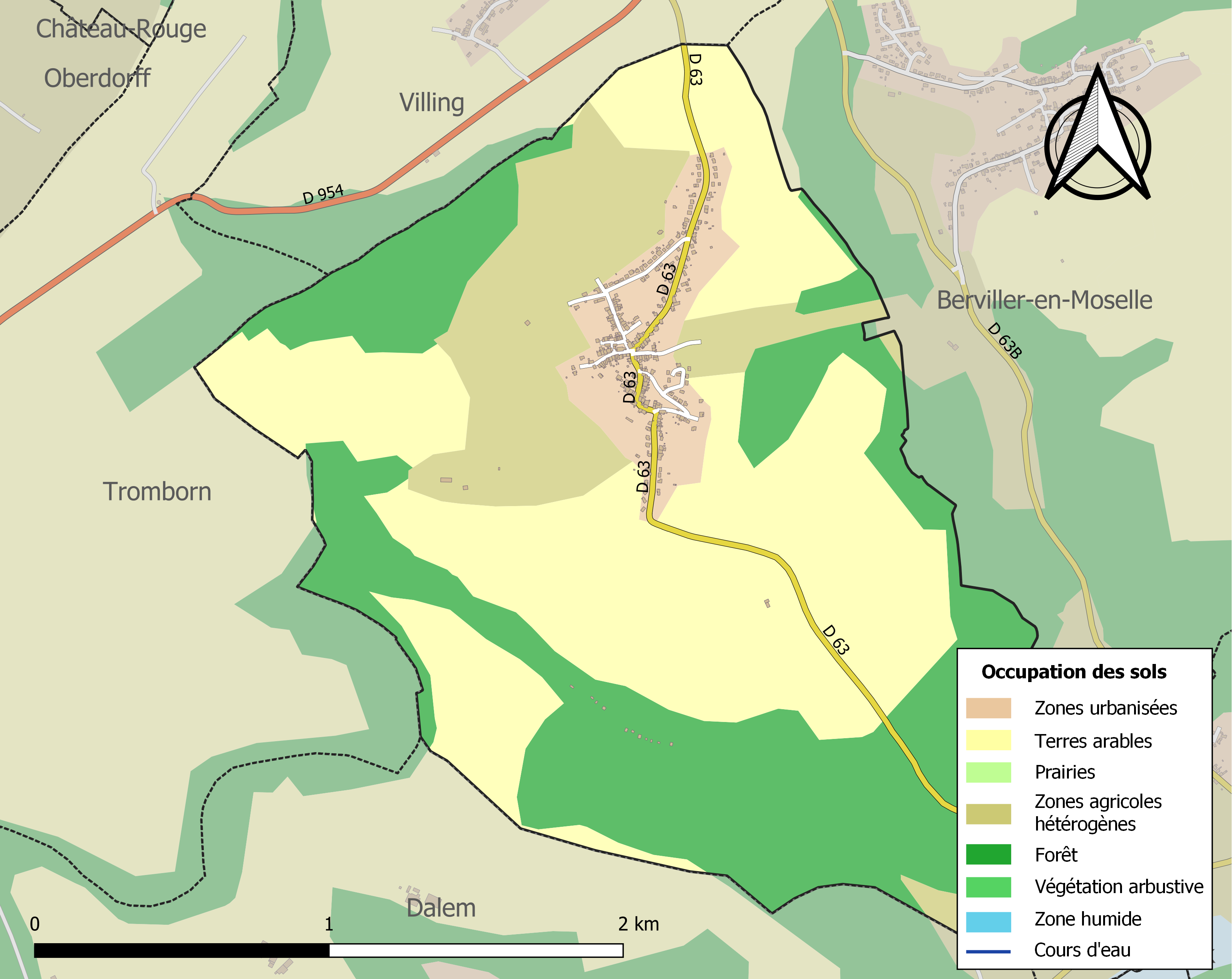
Carte des infrastructures et de l'occupation des sols de la commune en 2018 (CLC).

## Toponymie
- D'un nom de personne germanique Rembarius suivi du suffixe -ing.
- Rimeringa (1121), Remeringa (1179), Remniga/Remerenga/Rineringa (1544), Rymeringen (1534), Remeringen (1565), Reimering (1793), Reimring (1801), Rémering-lès-Hargarten (?), Rémering (1993)[15],[16].
- En allemand[17] et/ou en francique lorrain : Reimeringen.

## Histoire
- Dépendait de l'ancienne province de Lorraine.
- Incorporé à la Prusse en 1815, revint à la France en 1827.
- Rattaché à Merten en 1972 ; a repris son autonomie en 1981.

## Politique et administration
| Période                                  | Période  | Identité           | Étiquette | Qualité |
| ---------------------------------------- | -------- | ------------------ | --------- | ------- |
| 1977                                     | ?        | Gilbert Hardt      |           |         |
| mai 2020                                 | En cours | Adrien Edy Scherer |           |         |
| Les données manquantes sont à compléter. |          |                    |           |         |

## Démographie
L'évolution du nombre d'habitants est connue à travers les recensements de la population effectués dans la commune depuis 1800. Pour les communes de moins de 10 000 habitants, une enquête de recensement portant sur toute la population est réalisée tous les cinq ans, les populations de référence des années intermédiaires étant quant à elles estimées par interpolation ou extrapolation. Pour la commune, le premier recensement exhaustif entrant dans le cadre du nouveau dispositif a été réalisé en 2005.

En 2022, la commune comptait 419 habitants, en évolution de −3,9 % par rapport à 2016 (Moselle : +0,52 %, France hors Mayotte : +2,11 %).
| 1800 | 1806 | 1821 | 1836 | 1841 | 1861 | 1866 | 1871 | 1875 |
| ---- | ---- | ---- | ---- | ---- | ---- | ---- | ---- | ---- |
| 400  | 395  | 626  | 508  | 560  | 531  | 546  | 539  | 527  |

| 1880 | 1885 | 1890 | 1895 | 1900 | 1905 | 1910 | 1921 | 1926 |
| ---- | ---- | ---- | ---- | ---- | ---- | ---- | ---- | ---- |
| 508  | 493  | 486  | 484  | 459  | 447  | 458  | 417  | 423  |

| 1931 | 1936 | 1946 | 1954 | 1962 | 1968 | 1982 | 1990 | 1999 |
| ---- | ---- | ---- | ---- | ---- | ---- | ---- | ---- | ---- |
| 423  | 413  | 394  | 403  | 470  | 413  | 447  | 481  | 481  |

| 2005 | 2006 | 2010 | 2015 | 2020 | 2022 | - | - | - |
| ---- | ---- | ---- | ---- | ---- | ---- | - | - | - |
| 432  | 429  | 458  | 438  | 416  | 419  | - | - | - |

## Culture locale et patrimoine

### Lieux et monuments
- Trouvaille d'une hache de la civilisation danubienne.
- Église Saint-Gengoulf : clocher XIXe siècle.
- Croix 1736 au cimetière.

### Personnalités liées à la commune
Personnalités décorées de la Légion d'Honneur :
- Nicolas Thiel est né le 2 novembre 1782 à Rémering et y est mort le 11 mai 1860. Nicolas intègre à l'âge de 18 ans en janvier 1804 le 4e bataillon de sapeurs (Artillerie à cheval) à Juliers près d'Aix-la-Chapelle. Il est fait prisonnier de guerre le 19 mai 1812, l'année où Napoléon est à Dresde à la tête de 600 000 hommes. Nicolas intègre en 1814 le 3e régiment du génie (3e RG) de Charleville-Mézières qui appartient la 1re brigade mécanisée (1re BM) de Châlons-sur Marne. Nicolas déserte le régiment le 16 juillet 1815 et à l'âge de 29 ans, le 2 septembre 1815 il obtient un congé définitif de l'armée. En 1831 il est nommé au grade de sous-lieutenant et le 30 aout 1832, il est décoré de la Légion d'Honneur[21]. Il meurt à Rémering en 1860 à l'âge de 78 ans.
- Jacques Thiel, né le 30 juin 1851 à Rémering, s'est marié avec Catherine Schmitt née le 15 décembre 1854 à Rémering. Un de leurs fils, François Thiel, est né le 2 avril 1883 à Aubervilliers et mort le 4 février 1936 à Romainville. Durant la guerre 14-18, Francois a été blessé par éclat d'obus au pouce gauche la première fois à Tahure le 6 octobre 1915. Après sa deuxième blessure par éclat d’obus à Maurepas le 17 septembre 1916, il a été amputé du bras droit. François a été décoré de la Légion d’honneur le 20 juillet 1932[22] et a également obtenu la médaille militaire ainsi que la croix de guerre (Nicolas Thiel décoré de la Légion d'Honneur en 1832 était son arrière-grand-oncle).
- Jean Emile Thiel, né le 19 novembre 1890 à Rémering, est morrt le 4 janvier 1915 pendant la guerre 14-18 à Tahure sous l'uniforme allemand qu'il a dû porter à la suite de l'annexion de la Moselle à l'Allemagne en 1871[23]. Il n'a pas eu droit à l'appellation « mort pour la France » mais son nom a été inscrit sur le monument aux morts de Rémering[24],[25]. Nicolas Thiel, décoré de la Légion d'Honneur, était son grand père et François Thiel, également décoré de la Légion d'Honneur, était son cousin qui a été blessé au même endroit à Tahure neuf mois plus tard le 6 octobre 1915 sous l'uniforme français.

### Héraldique
| Blason de Rémering | Blason  | Tranché d'azur au lion couronné d'argent, et de gueules au gland d'argent. Une lance d'or brochant sur la partition. |
| Blason de Rémering | Détails | Le statut officiel du blason reste à déterminer.                                                                     |